# Georg Graf von Rittberg
Georg von Rittberg (ur. 30 maja 1898 w Strasburgu, zm. 6 czerwca 1973 w Krun) – niemiecki generał, uczestnik I i II wojny światowej.
W armii niemieckiej służył od 1915 roku. Po zakończeniu I wojny światowej kontynuował karierę wojskową, dowodził batalionem artylerii. W czasie II wojny światowej dowodził 31 pułkiem artylerii, a następnie 131 pułkiem artylerii. W listopadzie 1944 roku powierzono mu dowództwo 88 Dywizji Piechoty z XXXXII Korpusu Armijnego. Z 88 DP obsadził odcinek frontu Łagów-Włostów (wspólnie z 291 Dywizją Piechoty) na przyczółku baranowsko-sandomierskim. Do niewoli trafił 13 stycznia 1945 roku w trakcie prowadzonej ofensywy zimowej Armii Czerwonej. Na stanowisku dowódcy 88 DP zastąpił go płk Karl Anders, ale i on już 27 stycznia dostał się do radzieckiej niewoli.

## Awanse
- chorąży 08.08.1914
- podporucznik 01.05.1915
- porucznik 01.04.1925
- kapitan 01.05.1931
- major 01.03.1936
- podpułkownik 01.04.1939
- pułkownik 01.10.1941
- generał major 01.02.1944
- generał porucznik 01.08.1944[3]

## Ordery i odznaczenia
- Krzyż Rycerski Krzyża Żelaznego